# East Coker
Pour les articles homonymes, voir Coker et East Coker (poème).

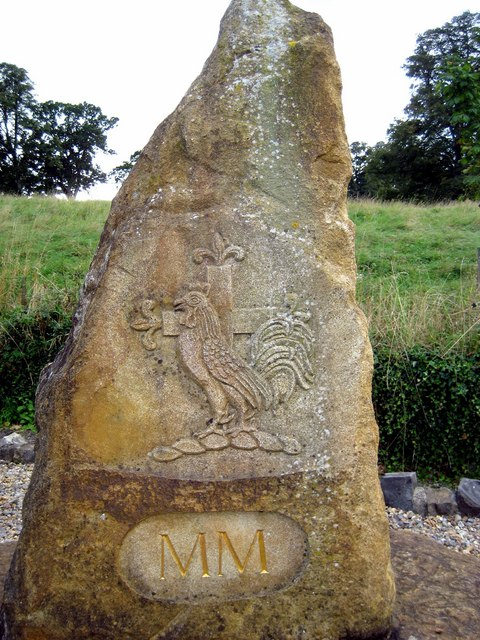
Millennium Stone, East Coker

East Coker est un village et une paroisse civile du district du Somerset du Sud, en Angleterre. Sa ville la plus proche est Yeovil, 2 milles (3,218688 km) au nord. Le village a une population de 1 667 habitants. La paroisse comprend les hameaux et les zones de North Coker, Burton, Holywell, Coker Marsh, Darvole, Nash, Keyford ainsi que la partie sud de la région de Wraxhill.

## Histoire

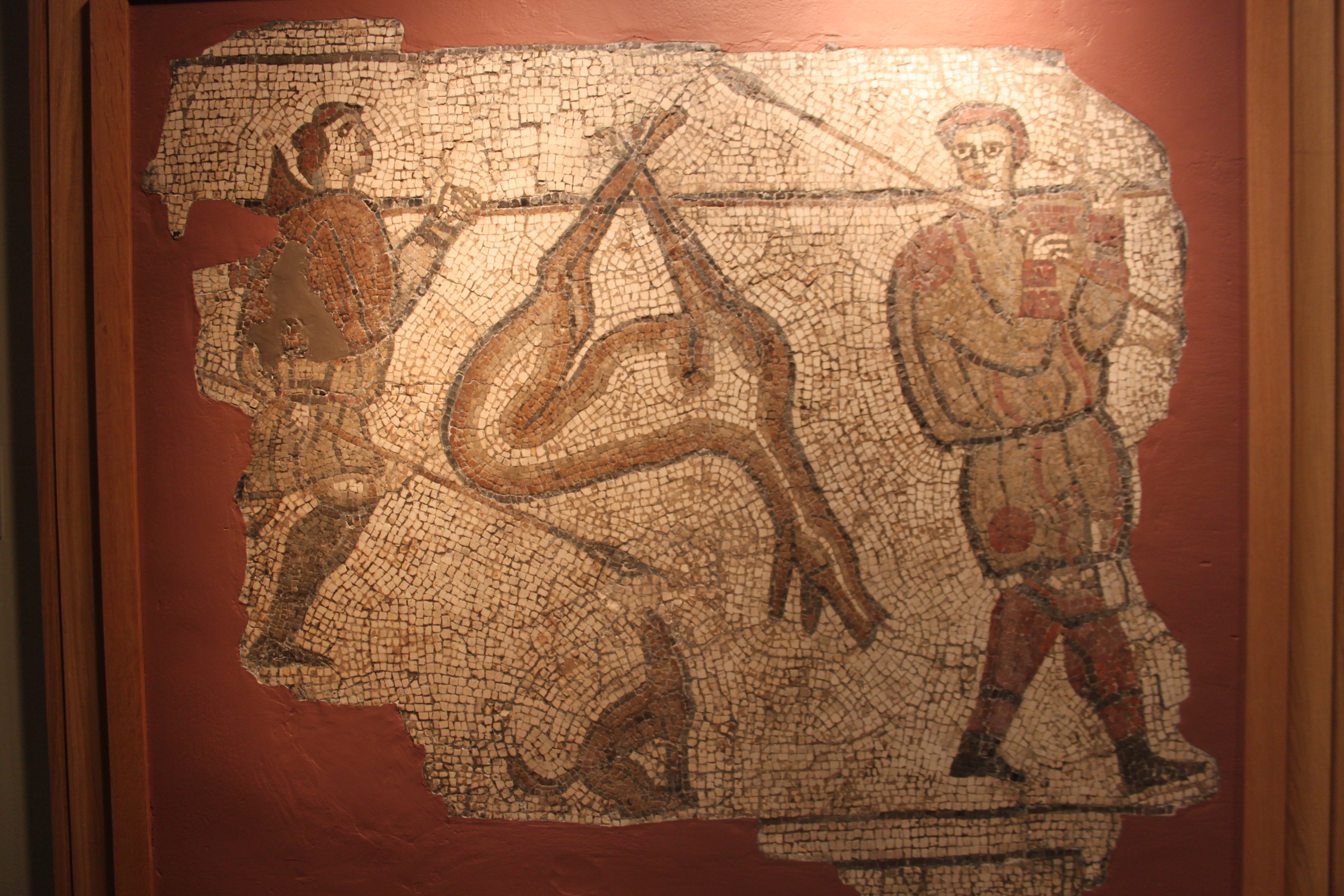
La mosaïque East Coker exposée au musée de Somerset

Une villa romaine a été découverte à East Coker au XVIIIe siècle. Des fouilles ont ensuite permis de découvrir des œuvres d'art, notamment une mosaïque. Toutefois, des travaux supplémentaires seraient nécessaires pour bien identifier le plan du bâtiment. 
Dans le Domesday Survey de 1086, les villages de West et East Coker étaient connus sous le nom de Cocre. 
La paroisse faisait partie de la division administrative (« hundred ») de Houndsborough. 
En 1645, peu après la guerre civile anglaise, 70 personnes du village moururent de la peste. 
En 2011, le South Somerset Council a publié un plan pour le logement local comprenant une proposition de construction de 3 700 nouvelles maisons sur un terrain situé entre East Coker et Yeovil. Une opposition locale s'est fait entendre. Il incluait une demande, soutenue par Andrew Motion, d'inscription sur la liste du patrimoine mondial basée sur le passage de T. S Eliot, auteur du poème East Coker, le deuxième de ses Quatre Quartets en 1940 après une visite au village, dans lequel avaient vécu ses ancêtres. 

## Gouvernement
Le conseil de paroisse est responsable des questions locales, notamment la définition d'un précepte annuel (taux local) couvrant les coûts de fonctionnement du conseil et l'établissement de comptes annuels soumis à l'examen du public. Le conseil paroissial évalue les applications de planification locales et collabore avec la police locale, les agents du conseil de district et les groupes de surveillance de quartier en matière de criminalité, de sécurité et de circulation. Le conseil paroissial lance également des projets d'entretien et de réparation des installations de la paroisse, et consulte le conseil de district sur l'entretien, la réparation et l'amélioration des routes, du drainage, des sentiers, des transports en commun et du nettoyage des rues. Les questions de conservation (y compris les arbres et les bâtiments classés) et les questions environnementales relèvent également de la responsabilité du conseil. 
Le village fait partie du district non métropolitain de South Somerset, créé le 1er avril 1974 en vertu de la loi sur les collectivités locales de 1972, après avoir fait partie du district rural de Yeovil. Le conseil de district est responsable de la planification locale et du contrôle des bâtiments, des routes locales, du logement social, de la santé environnementale, des marchés et foires, de la collecte et du recyclage des ordures, des cimetières et crématoriums, des services de loisirs, des parcs et du tourisme. 
Le Somerset County Council est responsable de la gestion des services locaux les plus importants et les plus coûteux, tels que l’éducation, les services sociaux, les bibliothèques, les routes principales, les transports publics, les services de police et d’incendie, les normes commerciales, l’élimination des déchets et la planification stratégique. 
Il fait également partie de la circonscription du comté de Yeovil, représentée à la Chambre des communes du Parlement du Royaume-Uni. Il élit un membre du Parlement selon le système électoral uninominal à un tour et une partie de la circonscription électorale du Sud-Ouest de l'Angleterre du Parlement européen qui élit sept députés selon la méthode d'Hondt selon le principe de la représentation proportionnelle à scrutin de liste. 

## Monuments
Le manoir Coker Court a été construit au XVe siècle et est maintenant divisé en plusieurs propriétés. La partie du XVIIIe siècle a été construite par Sir William Chambers. Il a été utilisé comme école de Clare à une époque. Il est classé grade I. 
Helyar Almshouses construit entre 1640 et 1660. 
Hymerford House (également connue sous le nom de Grove Farmhouse) date du XVe siècle et est classée en Grade I. 
Le grade I du prieuré de Naish, classé au grade I, contient des parties existantes d'un établissement important et important appartenant au manoir de Coker et datant du XIVe siècle. 

## Transport
La paroisse ne possède pas de gare. La gare la plus proche est la gare de Yeovil Junction sur la ligne Waterloo-Exeter-Londres qui traverse la paroisse. Il existe quelques itinéraires de bus : la route N8 (Nippy Bus) et la route X37 (Sureline) Yeovil - Dorchester. 

## Sites religieux

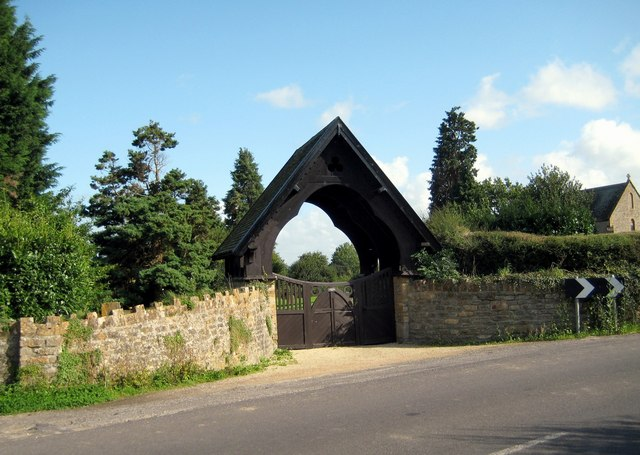
Cimetière de Lychgate East Coker

L'église de Saint-Michel à East Coker date du XIIe siècle et a été désigné par English Heritage comme Grade II* bâtiment classé. Dans l'église reposent les cendres de T. S Eliot, dont les ancêtres sont originaires du village. 

## Résidents notables
- James Bree, acteur[16].
- Trevor Peacock, acteur (qui joue Jim Trott dans la sitcom BBC The Vicar of Dibley)[17].
- William Dampier, flibustier, capitaine de navire, explorateur, auteur et observateur scientifique.
- Gerald Basil Edwards, auteur né à Guernesey du Livre de Ebenezer Le Page[18].

## Arbres notables

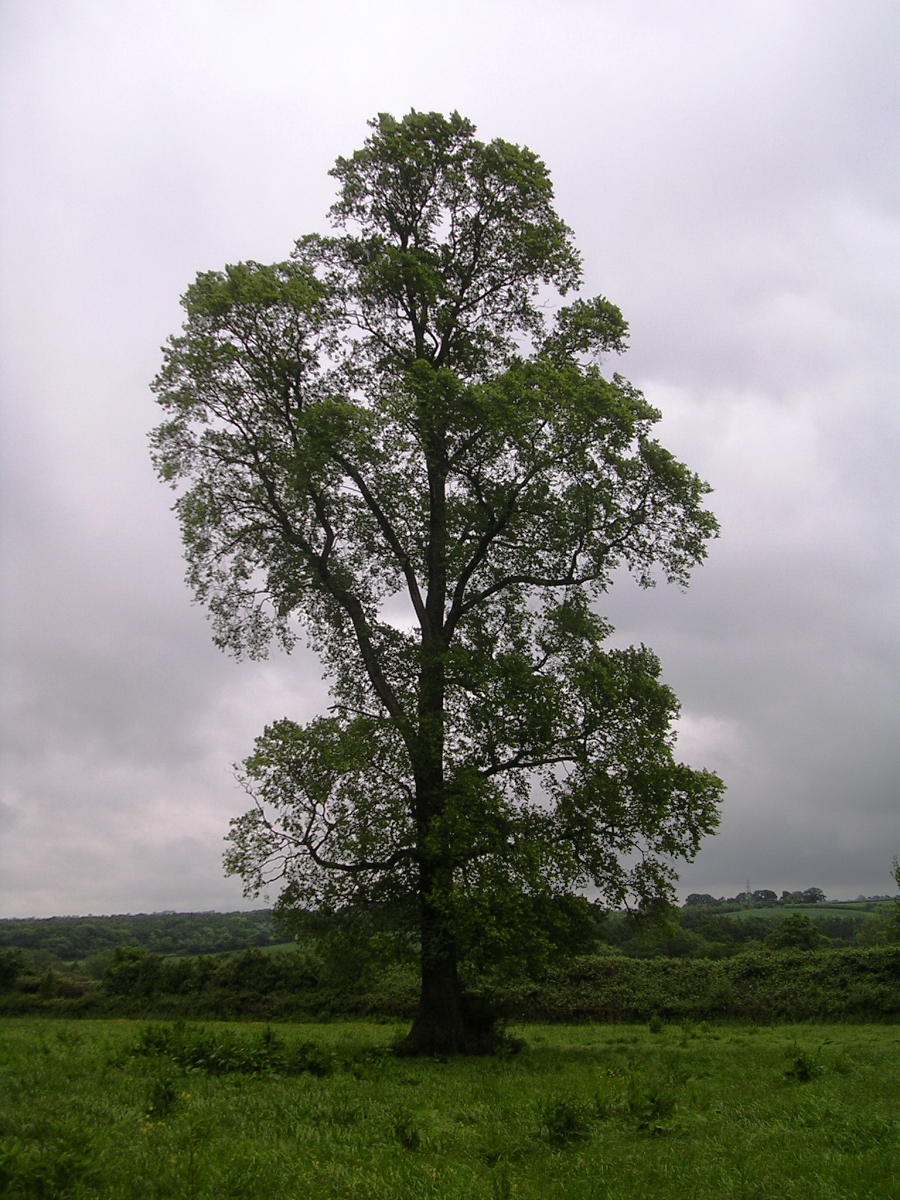

Un superbe spécimen de l'orme Ulmus minor mineur survit, indemne de la maladie hollandaise de l'orme, dans un pâturage au sud-est du village. Mesuré en 2008, il faisait plus de 30 m de hauteur, avec un dhp de 85cm. Presque certainement planté parmi les nombreuses plantes ornementales de la dynastie Helyar, cet arbre est un champion britannique TROBI  et a été classé meilleur spécimen sur pied en Europe. 
L'arbre a été cloné à La Pépinière Forestière de l’État, à Guémené-Penfao, en France, dans le cadre du programme de conservation des ressources génétiques d'Euforgen. 